# 맥스 그린필드
맥스 그린필드(Max Greenfield, 1980년 9월 4일 ~ )는 미국의 배우이다.

## 출연 작품
- 샷 콜러 - 톰 역
- 더 글라스 캐슬
- 피스트 파이트
- 아임 낫 히어